# Муллашев, Камиль Валиахмедович
Камиль Валиахмедович Муллашев (27 октября 1944, Урумчи, Синьцзян, КНР) — современный татарстанский и казахстанский художник татарского происхождения.

## Биография
Родился 27 октября 1944 года в городе Урумчи Китайской народной республики.
В 1967 году окончил Алма-Атинское художественное училище имени Н. В. Гоголя, а в 1978 году факультет станковой живописи Московского государственного художественного института имени В. И. Сурикова.
С 1974 года — участник республиканских, всесоюзных и международных выставок (Китай, 2002; Татарстан, 2003).
С 1980 года — член Союза художников СССР.
С 1984 года — член Союза художников Казахстана.
С 2002 года — профессор Казахской Национальной академии искусств и педагогического института «Ханьшань» (КНР).

## Творчество
Работы выставлялись в Третьяковской галерее в Москве, Государственном музее искусств Республики Казахстан имени Абылхана Кастеева в Алма-Ате, Президентском культурном центре в Астане, частной галерее в Казани, салоне Гран-Пале в Париже.
Работы находятся в частных коллекциях Англии, Казахстана, Канады, Китая, Лихтенштейна, России, США, Турции, Франции и Японии.

### Избранные картины
- «Земля. Время. Казахстан»
- «Утро»
- «Горизонты целины»
- «Времена года»
- «Мир художника»
- «Беседа царя Оленя с рыбой»
- «Осень. Пора оленьей нежности и страсти»
- «Поцелуй полосатых»
- «Ревность»
- «Кыпчак-кыз»
- «Портрет первого Президента Казахстана Нурсултана Назарбаева»
- «Озарённое солнцем мгновение вечности»
- «Рождение гения»
- «Золотой век»
- «Добрый пастух»
- «Осень. Пора оленьей страсти и нежности и другие»
- «Ранним утром тысяча забот»
- «Прикосновение»
- «Живительные соки тюльпана»
- «Птица счастья»
- «Сююмбике»

## Награды и звания
- 1981 — Премия Ленинского комсомола за триптих «Земля и время. Казахстан»
- 1984 — Серебряная медаль Академии художеств Франции
- 1985 — Орден «Знак Почёта»
- 1981 — Почётная грамота Верховного Совета Казахской ССР
- 1996 — присвоено почетное звание «Қазақстанның еңбек сіңірген қайраткері» (Заслуженный деятель Казахстана) — за заслуги в области изобразительного искусства.
- 2001 — Действительный член (Академик) Академии естественных наук Казахстана
- 2002 — профессор Национальной Академии искусств имени Жургенова (Казахстан) и педагогического института «Ханьшань» (КНР)
- 2003 — присвоено почетное звание «Народный художник Республики Татарстан»
- 2009 — Государственная премия Республики Татарстан имени Габдуллы Тукая за создание художественных работ «Сююмбике-ханбике», «Евразия, или Кыпчак кызы», «Сабантуй», «Думы о Родине», «У истоков Итиля»[1][2]
- 2016 — Государственная премия Республики Казахстан в области литературы и искусства за цикл работ «Тәуелсіздікке тарту», посвящённых 25-летию Независимости Республики Казахстан[3]
- 2019 (29 ноября) — Орден Парасат (Казахстан)[4][5]
- 2019 (20 декабря) — Орден Дружбы (Татарстана)